# Talinum domingense
Talinum domingense är en tvåhjärtbladig växtart som beskrevs av Ignatz Urban och Ekman. Talinum domingense ingår i släktet taliner, och familjen Talinaceae. Inga underarter finns listade i Catalogue of Life.